# Autostop rosso sangue
Autostop rosso sangue è un film italiano del 1977 diretto da Pasquale Festa Campanile.

## Trama
Walter ed Eve Mancini, una coppia in crisi, viaggiano per la California su un camper. Danno un passaggio ad Adam, un autostoppista che si rivela però un pericoloso rapinatore. Il viaggio prosegue con una tensione crescente, fino a un finale inatteso e scioccante. Questi è un bandito in fuga che subito immobilizza l'uomo e violenta Eve. Ma lei saprà poi reagire ed ucciderlo. Walter, però, si impossessa dell'ingente somma che il rapinatore aveva con sé e lascia che la moglie muoia, priva di soccorso, in un precipizio in cui è caduta l'auto.

## Produzione
È un film anomalo nella carriera di Festa Campanile, considerato uno dei maestri della commedia all'italiana; questo è infatti un thriller on the road, molto violento e sadico.
Ambientato in California, è stato girato interamente in Abruzzo, più precisamente sul Gran Sasso tra l'altopiano di Campo Imperatore nel versante aquilano e il comune di Crognaleto sul versante teramano.

## Distribuzione

### Censura
All'estero fu tagliato nella scena dello stupro e del cinico finale. Il film, per i mercati esteri, infatti si chiude con l'incidente automobilistico.